# EasyPHP
EasyPHP est une plate-forme de  developpement  Web permettant de faire fonctionner localement (sans se connecter à un serveur externe) des scripts PHP. Ce n'est pas en soi un logiciel mais un environnement comprenant deux serveurs (un serveur web Apache et un serveur de bases de données MySQL), un interpréteur de script (PHP), ainsi qu'une administration SQL phpMyAdmin.
Il dispose d'une interface d'administration permettant de gérer les alias (dossiers virtuels disponibles sous Apache) et le démarrage/arrêt des serveurs. Il permet donc d'installer en une seule fois tout le nécessaire au développement local du PHP. Par défaut, le serveur Apache crée un nom de domaine virtuel (en local) 127.0.0.1 ou localhost. Ainsi, quand on choisit « Web local » dans le menu d'EasyPHP, le navigateur s'ouvre sur cette URL et affiche la page index.php de ce site qui correspond au contenu du dossier www d'EasyPHP.
EasyPHP peut être utilisé comme une application portable, c’est-à-dire lancé sur une clé USB. Il fut le premier package WAMP à voir le jour, en 1999.

## Fonctions principales
- Détection automatique du répertoire d’installation en fonction des droits de l'utilisateur
- Détection automatique des ports disponibles
- Gestion des composants : plusieurs versions de PHP (ou plusieurs fois la même) peuvent être installées
- Possibilité de basculer d'une version de PHP à une autre en un clic
- PHP configuration Manager (max execution time, error reporting, upload max filesize...)
- MySQL configuration Manager (storage engine : InnoDB/MyISAM...)
- Apache configuration Manager (timezone, available ports...)
- Alias Manager (ajout/suppression)
- Virtual Hosts Manager (ajout/suppression/activation/désactivation)

## Téléchargement
La dernière version d'EasyPHP peut-être téléchargée depuis le site www.easyphp.org :
- EasyPHP DevServer
- EasyPHP WebServer
- Composants
- Modules

Les anciennes versions, composants et modules sont disponibles sur www.bitbucket.org

## Versions récentes
- EasyPHP DevServer 16.1.1 avec PHP 7.x / 5.6.x / 5.5.x / 5.4.x x86 et x64 (voir composants), Apache 2.4.20 x86 et x64, MySQL 5.7.11, phpMyAdmin 4.6.1

## Composants

### PourEasyPHP DevServer 16.1.1
- PHP 7.x / 5.6.x / 5.5.x / 5.4.x
- Apache 2.4.20
- MySQL 5.7.11
- Nginx 1.9
- PostgreSQL

## Modules
Il est aussi possible d'ajouter à EasyPHP des modules préconfigurés pour tester diverses applications web comme WordPress, Spip, Drupal, Joomla!, Prestashop...

### Outils de développement
- Virtual Hosts Manager
- Xdebug Manager
- WebGrind
- PhpMyAdmin
- Function Reference for EasyPHP à venir
- Coding Standards for EasyPHP à venir

### Blog / CMS
- WordPress
- Drupal
- Joomla!
- SPIP à venir

### eCommerce
- PrestaShop

### Forum / Message board
- phpBB à venir
- Phorum à venir